# Ángel M. Sanjurjo
Ángel M. Sanjurjo (nacido en 1967) es un actor, escritor y promotor cultural puertorriqueño.

## Biografía
Nace un 2 de agosto de 1967 en San Juan, Puerto Rico.

## Carrera

### Década de los 1980
Cursó grado superior en la escuela Gabriela Mistral donde tomó varios cursos en actuación y escenografía. Ha sido un líder voluntario durante casi toda su juventud y formó grupos de teatro para jóvenes. Organizó espectáculos de talentos en Barrios y complejos de vivienda pública de donde se han desarrollado muchos jóvenes en el mundo artístico. También participó como actor en varias obras de teatro que le han valido reconocimientos por su valor interpretativo. Comenzó a escribir a la edad de 12 años, produciendo pequeñas obras de teatro como: “Pañales Bugui Bugui”, “No Rompa el Corillo” y “El Socio”. Siempre velando porque el mensaje de prevención se encuentre presente en todo momento. Dado que en la década de los 80 en Puerto Rico se carecía de educación para escribir guiones se auto educa por Internet y comienza a explorar este género.

### Década de los 1990
En el 1990 escribe su primer drama sobre las drogas titulado “Punto 45” y al año lo transforma en su primer guion cinematográfico. En el 1996 esta producción fue presentada por primera vez en teatros de toda la isla de Puerto Rico con cerca de una veintena de jóvenes actores de residenciales públicos. Luego fue presentada como foro en el teatro de la Universidad del Sagrado Corazón ante centenares de profesionales y líderes políticos del país y cuyo tema fue “La Criminalidad en Puerto Rico”. En el 1992 escribe la comedia teatral “Amor al Revés” y en el 1994 “PMQ” Perdón Madre Querida. En el 1998 escribe “Lágrima de un Angelito”, un largometraje que tiene como tema principal el virus que causa el sida.

### Década del 2000
En junio del 2001 produce “Punto 45” para el cine pero los atentados del 11 de septiembre causan estragos en la posproducción y la misma no logra ser terminada. En el 2002, y en un esfuerzo por continuar su carrera como productor y escritor, adapta la obra teatral “Franky El Musical” para el cine, escribe los cortos "Fast Food Barrio" y "Tienda de Tenis". Después de un retiro de cerca de tres años da forma a Art Films Inc. y es contratado por Pichaeras Records para desarrollar un guion en cuya trama se desarrolle la acción, drogas y armas pero con un buen mensaje de superación. En diciembre del 2004 culmina el desarrollo de la misma dándole como título “Talento de Barrio”. Luego, Pichaeras Records, le pide a AFI que trabaje la preproducción y producción de la película. En marzo del 2005 la coproduce junto a El Cartel Records y Pichaeras Records a un costo millonario. Con la participación estelar del cantante Daddy Yankee, la misma fue presentada en agosto del 2008. En el 2007 se muda a Orlando Florida y escribe el guion para la película "Impacto Boricua", con miras a convertirse en una serie para la televisión.

### Década del 2010
En el 2010 regresa a la isla y dirige/escribe/produce el cortometraje Sexy Mortal. A finales de ese mismo año adapta un monólogo original del español Carlos Etxeba en un guion para un cortometraje titulado Dracula Dies for Us,  con miras a presentarla en el 2011 en festivales locales e internacionales. "Dracula Dies for Us" logra ser selección oficial en el festival Internacional Corta Corto en Barcelona España y en el Latin Horror Short Film Fest 2012 en Orlando Florida. En este mismo año colabora con la empresa Vertiquo Films como Guionista/Productor Creativo y produce y escribe el corto "Tears for an Angel"  bajo la dirección de Manuel G. Santiago CO Vertiquo Films. Escribe también "Under Rain" en colaboración con NDE Studios y dirigido por David Aponte Pagán. Mientras continúa freelance, comienza a escribir dos guiones con miras a presentarse en el 2013. Uno de ellos es "Reggaeton The Movie" y tratar de repetir el éxito del 2008 con "Talento de Barrio".
En el 2013, produce y escribe el largometraje Reggaeton The Movie logrando mantenerse con éxito por tres semanas en cartelera en Puerto Rico y lograr un mayor éxito por medio de streaming (pago por visión) por Vimeo y Bumbia.com donde centro y Sudamérica la acogió con mucho interés. En el 2014 escribe y produce el cortometraje "Mal Hijo" y en el 2017 adapta, produce y dirige el corto "Mala Vida" el cual recibió varias selecciones en festivales de cortos internacionales.

### Década del 2020
En noviembre del 2020 produce, escribe el guion y dirige el cortometraje "Libertinaje" que se encuentra actualmente en gira por varios festivales internacionales.  En enero del 2021 dirige y coproduce el especial "Sanse Virtual Dos Mil Veintiuno" y en el próximo año dirige Sanse Virtual 2022. En el 2023 produce y escribe la miniobra para Teatro en 15 titulada "Franky Ya Nació" y en ese mismo año "Mañanita de Navidad" que también fue una miniobra para teatro en 15.  En el 2024 produce y escribe la obra teatral de dos actos titulada "Esperanza Una Trilogia Teatral" presentada en el Teatro Tapia en San Juan bajo la producción de Producciones AESA.
Actualmente continua en desarrollo de varias producciones más.

## Trayectoria

### Actor
- Punto 45 (2001)

- Background actor
- Talento de Barrio (2008)

- Hombre en el baño
- Reggaeton The Movie (2013)

- Don Barbería/Bounser Discoteca
- Back to the Beginning

- Mafioso Billar

### Productor y escritor
- Punto 45 (2001)
- Talento de barrio (2008)
- Sexy Mortal (2010)
- Dracula Dies for Us (2011)
- Under Rain (2012)
- Reggaeton the Movie (2013)
- Mal Hijo (2016)
- Mala Vida (2017)
- Libertinaje (2020)
- Sanse Virtual (2021)
- Sanse Virtual (2022)
- Franky Ya Nació (2023)
- Mañanita de Navidad (2023)
- Esperanza Una Trilogía Teatral (2024)

## Director
- Mala Vida 2017
- Libertinaje (2019)
- Mañanita de Navidad (2023)